# HMS Starfish (19S)
«Старфіш» (19S) (англ. HMS Starfish (19S) — військовий корабель, підводний човен першої партії типу «S» Королівського військово-морського флоту Великої Британії часів Другої світової війни.

## Історія створення
Підводний човен «Старфіш» був закладений 29 вересня 1931 року на верфі компанії Chatham Dockyard у Чатемі. 14 березня 1933 року він був спущений на воду, а 27 жовтня 1933 року увійшов до складу Королівських ВМС Великої Британії. Брав участь у бойових діях на морі в Другій світовій війні.

## Історія служби
23 серпня 1939 року, напередодні початку Другої світової війни, 2-га британська флотилія підводних човнів у складі «Сіхорс», «Старфіш», «Старжен», «Сордфіш», «Сперфіш», «Стерлет», «Сівулф», «Окслі», «Тріумф», «Тритон», «Тісл» і «Санфіш» вирушили на свою військову базу в Данді, а британська 6-та флотилія підводних човнів «Андін», «Юніті», «Урсула», «L26», «L27» і «H32» передислокувалися до Блайта. 24 серпня Британське адміралтейство відправило п'ять підводних човнів 2-ї флотилії на позиції патрулювання між Шетландськими островами та Обрестадом, щоб перешкодити ймовірному прориву німецьких рейдерів; але вони вже пройшли лінію перехоплення й вийшли на визначені позиції.
5 січня 1940 року «Старфіш» відплив для патрулювання в Гельголандську бухту з Блайта у свій шостий бойовий похід. 9 січня о 10:40 він атакував німецький тральщик М7 біля німецького узбережжя Північного моря в Гельголандській бухті. Однак ця атака зазнала невдачі, оскільки через помилку екіпажу торпеди не вистрілили і залишилися в трубах.
Човен спробував атакувати ще раз, але німецький тральщик, тим часом виявив ворожу субмарину, і скинув 2 глибинні бомби, які втім не завдали шкоди. О 10:50 як тільки двигун човна був запущений, 4 глибинні заряди були скинуті прямо на башту човна, досить близько до борту, завдавши серйозних збитків.
О 14:40 була проведена чергова атака німців, і 20 глибинних зарядів вибухнули поблизу корпусу підводного човна, пошкодивши заклепки та спричинивши витік. До 18:00 «Старфіш» сильно набрав води на борт, і його командир, розуміючи, що німці не відступлять, о 18:20 віддав наказ спливати на поверхню. Весь екіпаж було врятовано та взято в полон, а «Старфіш» незабаром затонув.
У липні 1940 року на місце події була направлена водолазна місія з метою обстеження залишків човна та знаходження секретних документів, але спроба не увінчалася успіхом.